# مالكوم ديك
مالكوم ديك (بالإنجليزية: Malcolm Dick)‏ هو لاعب اتحاد الرغبي نيوزيلندي، ولد في 3 يناير 1941 في أوكلاند في نيوزيلندا.

## وصلات خارجية
- مالكوم ديك عل موقع إسبنسكروم (الإنجليزية)